# Luis Liendo (calciatore)
Luis Antonio Liendo Asbún (La Serena, 25 febbraio 1978) è un ex calciatore boliviano.

## Caratteristiche tecniche
Giocò nel ruolo di centrocampista centrale.

## Carriera

### Club
Iniziò a praticare il calcio all'età di 8 anni quando entrò a far parte dell'Academia de Balompié Boliviano. Il suo debutto tra i professionisti avvenne a 16 anni con la maglia del Chaco Petrolero. Nel 1997, a 19 anni, passò al Boca Juniors, formazione argentina di Buenos Aires. Lì fece parte della squadra riserve, senza mai debuttare tra i titolari se non in un incontro amichevole. Tornò poi in Bolivia per giocare la Liga del Fútbol Profesional Boliviano 1999 con il Bolívar di La Paz; pur essendo nato in Cile, Liendo è in possesso della nazionalità boliviana. Alla sua prima annata in una massima serie, Liendo giocò 34 gare, segnando tre reti. Dopo sei incontri nella stagione 2000, si trasferì in Europa dove militò per 6 mesi nel Real Madrid B. Successivamente tornò in patria al The Strongest, altra compagine di La Paz. Con la nuova maglia giocò cinque volte, andando a segno in una occasione, si trasferì poi in Italia all'Ascoli. Con i bianconeri marchigiani giocò un'unica gara e nella stagione successiva fu mandato in prestito al Taranto con cui collezionò una sola apparizione in campionato più alcune presenze in Coppa Italia.
Nel 2003-2004 passò ai liguri dello Spezia. Vestì la divisa bianco-nera per tre volte in tale stagione; per la Serie C1 2004-2005 fu ceduto al Novara. Nella compagine piemontese disputò due campionati: nel primo fu impiegato in dieci partite, mentre nel secondo (2005-2006) scese in campo in due gare. Dopo una esperienza breve al Gela, conclusasi con 5 presenze, Liendo tornò nel suo paese di provenienza: firmò per il The Strongest, ma ancora una volta non fu mai schierato. Nel 2007-2008 giocò per gli Atlanta Silverbacks, club statunitense con cui ritrovò la continuità, allorché al termine della stagione aveva accumulato 21 presenze. Nel 2009, dopo un periodo passato senza contratto, si accordò con il La Paz Fútbol Club. Nel 2010 si trasferì all'Universitario de Sucre.

### Nazionale
Con la Nazionale Under-20 boliviana disputò il Campionato sudamericano di calcio Under-20 1997. Debuttò in Nazionale maggiore il 24 gennaio 1999, in occasione dell'incontro amichevole di Santa Cruz de la Sierra con gli Stati Uniti. Il 20 giugno fu schierato per la prima e unica volta da titolare durante l'amichevole con il Cile a Santiago. Nello stesso anno venne incluso nella lista per la Copa América: in tale competizione giocò otto minuti contro il Perù (2 luglio). La sua ultima convocazione in Nazionale risale al mese di novembre 2011 quando il tecnico Gustavo Quinteros lo chiamò, pur senza farlo giocare, per i due incontri di qualificazione al Campionato mondiale di calcio 2014 contro Venezuela e Argentina.

## Statistiche

### Cronologia presenze e reti in nazionale
| Cronologia completa delle presenze e delle reti in nazionale ― Bolivia | Cronologia completa delle presenze e delle reti in nazionale ― Bolivia | Cronologia completa delle presenze e delle reti in nazionale ― Bolivia | Cronologia completa delle presenze e delle reti in nazionale ― Bolivia | Cronologia completa delle presenze e delle reti in nazionale ― Bolivia | Cronologia completa delle presenze e delle reti in nazionale ― Bolivia | Cronologia completa delle presenze e delle reti in nazionale ― Bolivia | Cronologia completa delle presenze e delle reti in nazionale ― Bolivia |
| Data                                                                   | Città                                                                  | In casa                                                                | Risultato                                                              | Ospiti                                                                 | Competizione                                                           | Reti                                                                   | Note                                                                   |
| ---------------------------------------------------------------------- | ---------------------------------------------------------------------- | ---------------------------------------------------------------------- | ---------------------------------------------------------------------- | ---------------------------------------------------------------------- | ---------------------------------------------------------------------- | ---------------------------------------------------------------------- | ---------------------------------------------------------------------- |
| 24-1-1999                                                              | Santa Cruz de la Sierra                                                | Bolivia                                                                | 0 – 0                                                                  | Stati Uniti                                                            | Amichevole                                                             | -                                                                      | 46’                                                                    |
| 5-3-1999                                                               | Città del Guatemala                                                    | Guatemala                                                              | 0 – 3                                                                  | Bolivia                                                                | Amichevole                                                             | -                                                                      | Ingresso                                                               |
| 13-3-1999                                                              | San Diego                                                              | Guatemala                                                              | 2 – 1                                                                  | Bolivia                                                                | U.S. Cup 1999                                                          | -                                                                      | 35’ 86’                                                                |
| 28-4-1999                                                              | Cochabamba                                                             | Bolivia                                                                | 1 – 1                                                                  | Cile                                                                   | Amichevole                                                             | -                                                                      | 75’                                                                    |
| 20-6-1999                                                              | Santiago del Cile                                                      | Cile                                                                   | 1 – 0                                                                  | Bolivia                                                                | Amichevole                                                             | -                                                                      | 67’                                                                    |
| 2-7-1999                                                               | Asunción                                                               | Perù                                                                   | 1 – 0                                                                  | Bolivia                                                                | Coppa America 1999 - 1º turno                                          | -                                                                      | 82’                                                                    |
| Totale                                                                 |                                                                        | Presenze                                                               | 6                                                                      |                                                                        | Reti                                                                   | 0                                                                      |                                                                        |

## Palmarès

### Club

#### Competizioni nazionali
- Campionato italiano Serie C1: 1

Ascoli: 2001-2002
- Supercoppa di Lega di Serie C: 1

Ascoli: 2002
- Copa Aerosur: 1

Universitario: 2011